# Romain Pilon

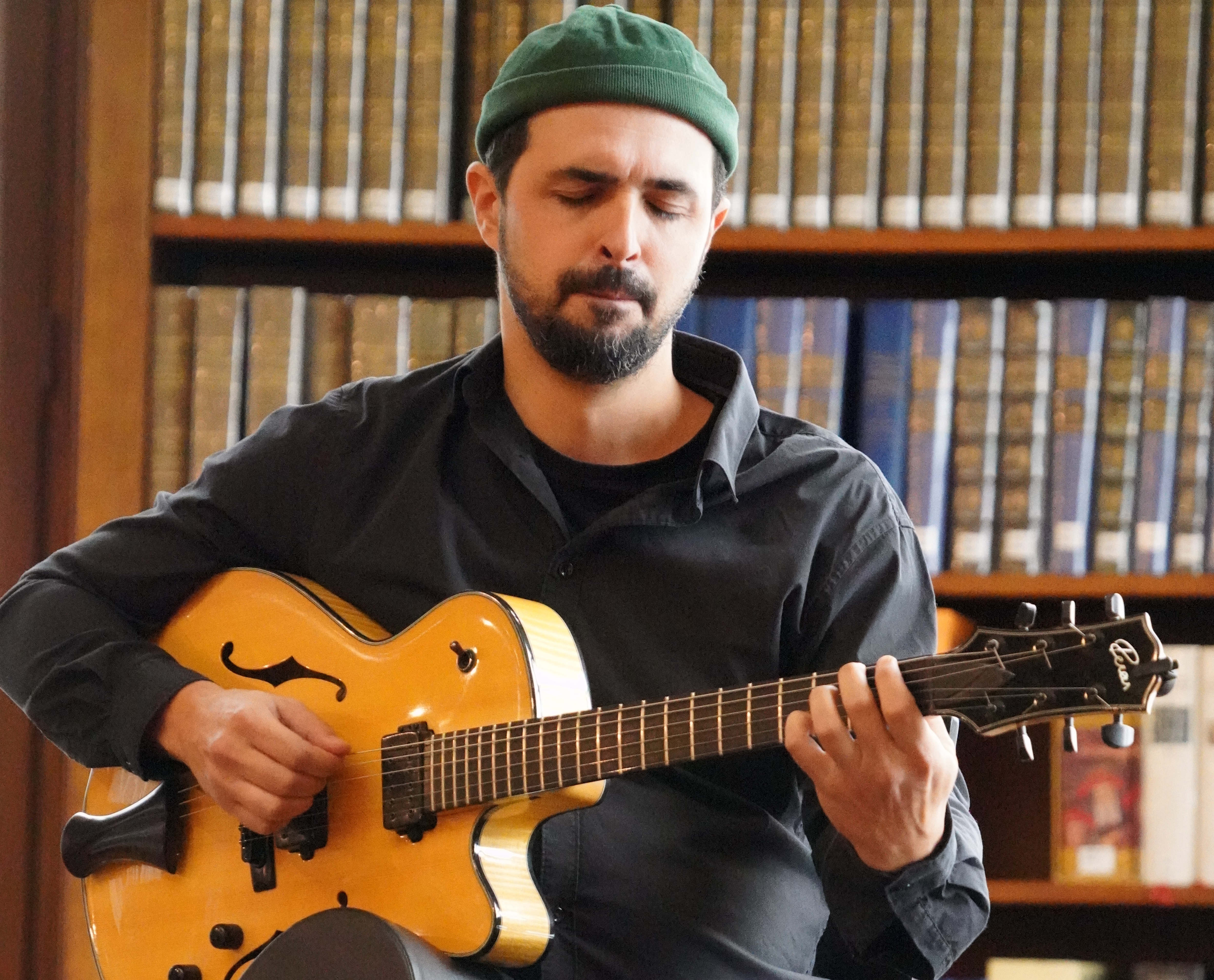
Romain Pilon beim Sunnyside Festival Reins 2022

Romain Pilon (* 1981 in Grenoble) ist ein französischer
Jazzmusiker (Gitarre, Komposition).

## Leben und Wirken
Pilon wuchs in Grenoble auf und begann im Alter von zehn Jahren Gitarre zu spielen, inspiriert durch den Leadgitarristen von AC/DC, Angus Young. Er hatte bei verschiedenen Privatlehrern in seiner Heimatstadt Unterricht, bevor er 1997 den Jazzstudiengang am Conservatoire de Chambéry besuchte. Zwischen 1999 und 2002 setzte er sein Studium am Berklee College of Music fort, wo er bei Mick Goodrick, Hal Crook, Dave Santoro, Joe Lovano und Peter Bernstein studierte. Während seines Studiums wurde Romain mit drei Musikpreisen des Berklee College ausgezeichnet; 2002 trat sein Quartett als Vorband für Pat Metheny auf und vertrat die gesamte Gitarrenabteilung der Schule.
Während seines Aufenthalts in Boston war Pilon am Debütalbum von Christian Scott mit Walter Smith III beteiligt. Nach seinem Abschluss als Jazzinterpret zog er nach New York, wo er mit Musikern wie  Ferenc Németh, Lionel Loueke, Seamus Blake, Matt Brewer, Carlos Henriquez, Jerome Sabbagh, Albert Sanz und Rob Stillman spielte.
Inzwischen lebt Pilon in Paris, wo er mit seinen eigenen künstlerischen Projekten auftritt. 2004 gründete er mit dem Tenorsaxophonisten David Prez die David Prez/Romain Pilon Group, die zwei Alben vorlegte. Seit 2010 ist er zudem Mitglied des Paris Jazz Underground-Kollektivs. Sein erstes Trio-Album unter eigenem Namen, aufgenommen in New York, mit Colin Stranahan und Matt Brewer, erschien 2012, gefolgt von Colorfield (Whirlwind Recordings), mit Walter Smith III, Michael Janisch und Jamire Williams. Er hat in vielen Veranstaltungsorten und Festivals gespielt, wie dem Malta Jazz Festival, Pizza Express (London), Jazz Bar (Edinburgh), Jazz in Marciac, Jazz à Couches, Crescent Jazz Club, Duc des Lombards, Sunset/Sunside (Paris), Centro Quatro (Belo Horyzonte), Recife Jazz Festival, Blue Note (Mailand) und AMR (Genf). Im Bereich des Jazz war er laut Tom Lord zwischen 2006 und 2022 an 16 Aufnahmesessions beteiligt. Weiterhin unterrichtet er Jazzimprovisation, Komposition und Gitarre.
Nach Ansicht von Karl Lippegaus bewegt sich Pilons Spielhaltung weg vom traditionellen Solospiel und hin zu kollektivem Interplay.

## Diskographische Hinweise
- Romain Pilon, Colin Stranahan, Matt Brewer: NY3 (2012)
- Colorfield (Whirlwind Recordings, 2013)
- Copper (Jazz&People, 2018)
- Jeff Denson, Romain Pilon, Brian Blade: Between Two Worlds (Ridgeway Records, 2019)
- Falling Grace (Jazz&People, 2022)
- Jeff Denson, Romain Pilon, Brian Blade: Finding Light (Ridgeway Records, 2022)
- Open Roads (Jazz&People, 2025), mit Orlando le Fleming, Mark Whitfield Jr., Jean-Paul Estiévenart, Alexis Valet